# Trieste United States Troops
Trieste United States Troops (dobesedno Enote Združenih držav Trst; kratica TRUST) je bilo poveljstvo Kopenske vojske ZDA, ki je bilo odgovorno za ameriško zasedbeno garnizijo v Svobodnem tržaškem ozemlju med letoma 1947 in 1954. Skupaj z britanskimi zasedbenimi enotami je predstavljala vojaško silo Zavezniške vojaške vlade. 

## Zgodovina
Na podlagi pariškega mirovnega sporazuma iz leta 1948 med Italijo in Zavezniškimi in pridruženimi državami (Sovjetska zveza, Združeno kraljestvo, ZDA, Kitajska, Francija, Avstralija, Belgija, Beloruska sovjetska socialistična republika, Brazilija, Kanada, Češkoslovaška, Etiopija, Grčija, Indija, Nizozemska, Nova Zelandija, Poljska, Ukrajinska sovjetska socialistična republika, Zveza Južne Afrike, Socialistična federativna republika Jugoslavija) je bilo ustanovljeno Svobodno tržaško ozemlje (STO). 
V zahodni coni A je bila tako ustanovljena Zavezniška vojaška vlada in posledično so ustanovili dva kontingenta (ameriškega in britanskega) za varovanje cone, vsak v moči 5.000 mož. Kopenska vojska ZDA je nalogo za zagotovitev ameriškega kontingenta dodelila 88. pehotni diviziji in z ukazom generalmajorja Bryanta E. Moora, poveljnika divizije, je bil 1. maja 1947 ustanovljen TRUST. Osnovo TRUST-a je tako predstavljal divizijski 351. pehotni polk. Osnovna naloga TRUST-a je bila zagotavljanja javnega reda in miru znotraj same cone in (so)varovanje meje med cono A in B. Štab se je nahajal v gradu Miramar, medtem ko so bile enote razporejene na območju Trst-Opčine-Devin.
Z podpisom sporazuma med Italijo in Jugoslavijo o stalni razmejitvi 4. oktobra 1954 so se še isti mesec pričeli umikati vojaki v Livorno. Zadnji vojaki so zapustili cono A 26. oktobra 1954, s čimer je bil tudi dokončno razpuščen TRUST.

## Organizacija
1953
- Štab (Grad Miramar)

- 351. pehotni polk

- Štab in prištabna četa (Opčine)
- Tankovska četa
- Težko-minometna četa
- Logistična četa
- 3x Pehotni bataljon (2 na področju Občin in 1 v Trstu)

- Štab in prištabna četa
- 3x Pehotna četa
- Težka četa

- 88. izvidniška četa
- 12. poljsko-artilerijska baterija
- 517. bojno-inženirska četa
- 281. vojaško-policijska četa
- 7106. inženirska logistična četa
- 23. četa za oskrbo s strelivom
- 508. komunikacijska četa
- 23. zaledna četa
- 9. transportna četa
- 7. bolnišnica
- 98. vojaški band
- 701. štabna četa splošnega skladišča

## Pripadniki
Poveljstvo
- generalmajor Bryant E. Moore: maj 1947 - junij 1948
- generalmajor William H. Hoge: junij 1948 - marec 1951
- generalmajor Edmund B. Seebree: marec 1951 - julij 1952
- generalmajor William B. Bradford: julij 1952 - februar 1953
- generalmajor Bernice M. McFayden: februar 1953 - julij 1954
- generalmajor John A. Dabney: julij 1954 - september 1954

Znameniti pripadniki
Eden izmed poveljnikov 351. pehotnega polka v času TRUST-a (1951-52) je bil tudi polkovnik Earle Gilmore Wheeler, poznejši general in načelnik Generalštaba Kopenske vojske ZDA ter načelnik Združenega štaba Oboroženih sil ZDA med vietnamsko vojno. 